# 12310 Londontario
12310 Londontario eller 1992 DE4 är en asteroid i huvudbältet som upptäcktes den 29 februari 1992 av Spacewatch vid Kitt Peak-observatoriet. Den är uppkallad efter den kanadensiska staden London.
Asteroiden har en diameter på ungefär 8 kilometer.